# Adam Wolański (filolog)
Adam Filip Wolański (ur. 13 września 1973 w Warszawie) – polski filolog, księgoznawca i edytor, wykładowca akademicki.
Absolwent VI Liceum Ogólnokształcącego im. Tadeusza Reytana w Warszawie (1992). W 1998 roku ukończył studia na Wydziale Polonistyki Uniwersytetu Warszawskiego. W latach 2004–2008 odbył studia doktoranckie na Wydziale Filologicznym Uniwersytetu Wrocławskiego. Jego rozprawa doktorska, napisana pod kierunkiem prof. Krzysztofa Migonia, dotyczyła norm edytorskich współczesnych tekstów książkowych. Jej część normatywna została wydana w 2008 roku przez Wydawnictwo Naukowe PWN w tomie zatytułowanym Edycja tekstów. W 2022 uzyskał stopień naukowy doktora habilitowanego nauk humanistycznych w zakresie językoznawstwa, nadany przez Uniwersytet Warszawski.
Adam Wolański specjalizuje się w poprawności językowo-stylistycznej, ortograficznej, ortotypograficznej i edytorskiej. Jest współautorem publikacji z tych dziedzin, m.in. książek: Formy i normy, czyli poprawna polszczyzna w praktyce (2001, 2004), Praktyczna stylistyka nie tylko dla polonistów (2003), Polszczyzna na co dzień (2006), Poprawnie po polsku (2007), Piszemy poprawnie (2008), Podstawy stylistyki i retoryki (2008). Jest ekspertem Poradni Językowej PWN w dziedzinie opracowania tekstu. Zajmuje się również leksykografią, wydał m.in. autorski Słownik terminów muzyki rozrywkowej (2000) – pierwszy polski słownik zawierający słownictwo z tej dziedziny.
W roku akademickim 2001–2002 rozpoczął współpracę z warszawskimi szkołami wyższymi. Prowadził zajęcia językowe i stylistyczne dla studentów Wydziału Polonistyki Uniwersytetu Warszawskiego, słuchaczy Podyplomowego Studium Wiedzy o Polszczyźnie „Język polski dla niepolonistów” przy Wydziale Polonistyki UW, studentów Wyższej Szkoły Ubezpieczeń i Bankowości w Warszawie oraz Wyższej Szkoły Komunikacji Społecznej i Mediów im. Jerzego Giedroycia w Warszawie. Współpracował jako wykładowca z Polskim Towarzystwem Wydawców Książek, dla którego słuchaczy prowadził m.in. autorskie szkolenie pod nazwą poprawność edytorska publikacji książkowych.
Działalność naukowo-dydaktyczną łączy z pracą w przedsiębiorstwach branży medialnej, z którą związał się już w pierwszej połowie lat 90. Jako dziennikarz i recenzent kulturalny współpracował m.in. z redakcjami „Gazety Wyborczej” i „Życia Warszawy”. Opublikował ponad 150 artykułów poświęconych muzyce rozrywkowej i jazzowej, filmowi, wideo i telewizji, także wywiady z zagranicznymi gwiazdami muzyki, m.in. ze Stéphane’em Grappellim („Gazeta Wyborcza”, 1991), Krisem Kristoffersonem (Wiadomości Dnia, 1996) i Erosem Ramazzottim („Express Wieczorny”, 1997). W 1996 roku współprowadził program telewizyjny z cyklu W kinie i na kasecie, emitowany w Programie 1 TVP SA. Przygotowywał także recenzje scenariuszy filmów fabularnych dla Telewizyjnej Agencji Produkcji Filmowej. W 1999 roku związał się etatowo z Wydawnictwem Felberg (dawne Gebethner i Ska), w którym pracował najpierw jako redaktor wydawniczy, następnie sekretarz wydawnictwa, by w końcu objąć stanowisko dyrektora i redaktora naczelnego. W latach 2000–2008 przygotował dla tego wydawnictwa jako edytor i współautor kilkadziesiąt publikacji edukacyjnych typu readers i photonovel, specjalnie opracowanych dla polskiego odbiorcy uczącego się języka angielskiego. W 2003 roku został redaktorem naczelnym periodyku „Anglofan”, przeznaczonego dla osób uczących się języków obcych.
Od końca lat 90. działa na rzecz konwergencji dokumentów piśmienniczych i mediów audiowizualnych. Współpracował przy projektach multimedialnych, m.in. przy wydaniu Leksykonu polskiej muzyki rozrywkowej na CD-ROM (1999) oraz publikacji zatytułowanej Michał Bajor. Moje piosenki na DVD (2006). Doprowadził także do wydania ok. 40 różnego typu publikacji książkowych w formie e-booków.

## Ważniejsze publikacje
- Edycja tekstów. Praktyczny poradnik. Książka – prasa – WWW, Wydawnictwo Naukowe PWN, Warszawa 2008, ISBN 978-83-01-15623-7.
- Słownik terminów muzyki rozrywkowej, Wydawnictwo Naukowe PWN, Warszawa 2000, ISBN 83-01-12966-2.
- Podstawy stylistyki i retoryki, Wydawnictwo Naukowe PWN, Warszawa 2008, ISBN 978-83-01-15564-3 (współautor E. Wierzbicka, D. Zdunkiewicz-Jedynak).
- Bruce Willis. A short biography, Wydawnictwo Felberg, Warszawa 2003, ISBN 83-88667-20-3 (współautor E. Wolańska).
- Julia Robetrs. A short biography, Wydawnictwo Felberg, Warszawa 2003, ISBN 83-88667-19-X (współautor E. Wolańska).
- Mel Gibson. A short biography, Wydawnictwo Felberg, Warszawa 2004, ISBN 83-88667-35-1 (współautor E. Wolańska).
- Nicole Kidman. A short biography, Wydawnictwo Felberg, Warszawa 2004, ISBN 83-88667-32-7 (współautor E. Wolańska).
- Tom Cruise. A short biography, Wydawnictwo Felberg, Warszawa 2004, ISBN 83-88667-34-3 (współautor E. Wolańska).
- Tom Hanks. A short biography, Wydawnictwo Felberg, Warszawa 2005, ISBN 83-88667-49-1 (współautor E. Wolańska).
- King Arthur and the Knights of the Round Table, Wydawnictwo Felberg, Warszawa 2003, ISBN 83-88667-28-9 (współautor E. Wolańska).
- Pocahontas, Wydawnictwo Felberg, Warszawa 2005, ISBN 83-88667-47-5 (współautor E. Wolańska).
- Robin Hood and his Sherwood Comrades, Wydawnictwo Felberg, Warszawa 2003, ISBN 83-88667-29-7 (współautor E. Wolańska).
- Sex Mission. A photonovel based on Juliusz Machulski’s celebrated sci-fi comedy, Wydawnictwo Felberg, Warszawa 2003, ISBN 83-88667-23-8 (współautor J. Siemasz).
- The Debt. A photonovel based on Krzysztof Krauze’s celebrated film, Wydawnictwo Felberg, Warszawa 2005, ISBN 83-88667-33-5 (współautor J. Siemasz).
- Vinci. A photonovel based on Juliusz Machulski’s celebrated film, Wydawnictwo Felberg, Warszawa 2007, ISBN 978-83-88667-58-9 (współautor J. Siemasz).
- Rozmówki angielskie od A do Z, Wydawnictwo Felberg, Warszawa 2009, ISBN 978-83-88667-64-0 (współautor A. Kozłowska, J. Siemasz).
- Rozmówki francuskie od A do Z, Wydawnictwo Felberg, Warszawa 2005, ISBN 83-88667-39-4 (współautor A. Kozłowska, J. Zdanowicz).
- Rozmówki niemieckie od A do Z, Wydawnictwo Felberg, Warszawa 2009, ISBN 978-83-88667-65-7 (współautor A. Kozłowska, D. Rogalski).
- Rozmówki rosyjskie od A do Z, Wydawnictwo Felberg, Warszawa 2007, ISBN 978-83-88667-57-2 (współautor A. Kozłowska, A. Gołębiowski).